# Liste der Kulturgüter in Bettenhausen
Die Liste der Kulturgüter in Bettenhausen enthält alle Objekte in der Gemeinde Bettenhausen im Kanton Bern, die gemäss der Haager Konvention zum Schutz von Kulturgut bei bewaffneten Konflikten, dem Bundesgesetz vom 20. Juni 2014 über den Schutz der Kulturgüter bei bewaffneten Konflikten sowie der Verordnung vom 29. Oktober 2014 über den Schutz der Kulturgüter bei bewaffneten Konflikten unter Schutz stehen.
Es sind weder A-Objekte noch B-Objekte auf dem Gemeindegebiet ausgewiesen, Objekte der Kategorie C fehlen zurzeit (Stand: 17. Januar 2024). Unter übrige Baudenkmäler sind Objekte zu finden, die im Bauinventar des Kantons Bern als «schützenswert» verzeichnet sind.

## Übrige Baudenkmäler
Hinweis: Als Objekt-Identifikator (ID) wird die Grundstücksnummer verwendet.
| ID  | Foto |                 | Objekt                               | Typ | Standort                         | Beschreibung |
| --- | ---- | --------------- | ------------------------------------ | --- | -------------------------------- | ------------ |
| 1   | BW   | Datei hochladen | Ehemaliges Schulhaus (1829)          | G   | Dorfplatz 2 620573 / 224114      |              |
| 64  | BW   | Datei hochladen | Ehemalige Mühle (2. Viertel 19. Jh.) | G   | Hegenstrasse 27a 620399 / 224521 |              |
| 70  | BW   | Datei hochladen | Speicher (17. Jh.)                   | G   | Hegenstrasse 15a 620513 / 224239 |              |
| 76  | BW   | Datei hochladen | Speicher (1654)                      | G   | Dorfstrasse 4b 620637 / 224117   |              |
| 93  | BW   | Datei hochladen | Bauernhaus (1789)                    | G   | Höheweg 2 620452 / 224056        |              |
| 120 | BW   | Datei hochladen | Bauernhaus (1816)                    | G   | Hegenhof 16 620414 / 224200      |              |
| 174 | BW   | Datei hochladen | Bauernhaus (1818)                    | G   | Rainstrasse 1 620543 / 224104    |              |
| 197 | BW   | Datei hochladen | Bauernhaus (1816)                    | G   | Dorfstrasse 64 621358 / 224489   |              |
| 234 | BW   | Datei hochladen | Speicher (um 1600)                   | G   | Zelgliweg 3b 621211 / 224625     |              |
| 298 | BW   | Datei hochladen | Stöckli (1786)                       | G   | Dorfstrasse 61 621389 / 224556   |              |
| 298 | BW   | Datei hochladen | Gartenhäuschen (1891)                | G   | Dorfstrasse 63c 621403 / 224527  |              |
| 349 | BW   | Datei hochladen | Bauernhaus (1817)                    | G   | Dorfstrasse 31 621002 / 224656   |              |
| 387 | BW   | Datei hochladen | Bauernhaus (1808)                    | G   | Dorfstrasse 59 621356 / 224533   |              |

Hinweis zur Legende: Anstelle der KGS-Nummer wird als Objekt-Identifikator (ID) die Grundstücksnummer verwendet.